# Août 1775

## Événements
- 13 août : Marie-Thérèse promulgue sans accords avec la Diète sa patente de corvée, texte bien accueilli par les notables de Bohême qui le font accepter aux masses paysannes[1]. Joseph II et Kaunitz dissuadent Marie-Thérèse d’abolir la corvée. Les réformes sont timides et visent surtout à réorganiser le système seigneurial : les paysans du « dominical » doivent rendre leurs terres au seigneur qui en remboursera la valeur, les paysans du « rustical » reçoivent le droit de racheter la corvée qui est réglementée.
- 20 août : charte de fondation de Tucson en Arizona par les Espagnols[2].
- 21 août : le gouverneur d’Acre, le cheikh Daher el-Omar est tué lors d’une attaque de la flotte ottomane à cause de ses ambitions autonomistes[3]. Djezzar Pacha (« le boucher »), Mamelouk d’origine bosniaque, nommé gouverneur de la province de Saïda par la Porte, tente à son tour de créer un État réunissant le sud de la Syrie à la Palestine (fin en 1804)[4].
- 23 août : Proclamation of Rebellion. George III du Royaume-Uni refuse la Pétition du rameau d'olivier[5].

## Naissances
- 6 août : Daniel O'Connell, homme politique irlandais surnommé the Liberator ou the Emancipator(† 1847).
- 12 août : Conrad Malte-Brun, géographe français d'origine danoise († 14 décembre 1826).
- 14 août : Louis Évain, militaire français naturalisé belge où il devient ministre de la Guerre († 30 décembre 1832)
- 15 août : Carl Franz Anton Ritter von Schreibers (mort en 1852), naturaliste autrichien.
- 22 août : François Péron (mort en 1810), naturaliste et explorateur français.